# DubaiSat 1
DubaiSat-1 est le premier satellite d'observation de la Terre  des Émirats arabes unis. Il est placé en orbite en 2009 et retiré du service en mars 2017. Le satellite est construit par la société sud-coréenne Satrec Initiative sous la supervision du Emirates Institution for Advanced Science and Technology (EIAST). Le satellite de 200 kilogrammes fournissait des images dans cinq bandes spectrales avec une résolution spatiale comprise entre 2,5 et 5 mètres.

## Historique
DubaiSat-1 est un projet du Emirates Institution for Advanced Science and Technology organisation gouvernementale des Émirats arabes unis devenue depuis le Centre spatial Mohammed bin Rashid (MBRSC). L'objectif est de répondre aux besoins des Émirats arabes unis en imagerie spatiale et de permettre aux ingénieurs émirati d'acquérir les technologies nécessaires pour le développement de satellites. En mai 2006 un contrat est passé avec la société sud-coréenne Satrec Initiative pour la construction d'un satellite d'imagerie spatiale de petite taille (200 kg) et la formation d'une équipe d'une dizaine d'ingénieurs émiratis.  
DubaiSat-1 est lancé le 29 juillet 2009 depuis le cosmodrome de Baikonour au Kazakhstan par une fusée ukrainienne Dnepr qui emporte plusieurs autres charges utiles. Il est placé sur une orbite héliosynchrone à 680 kilomètres d'altitude . Le satellite n'est plus utilisé à compter de mars 2017 hormis pour des tests. En 2012 le satellite DubaiSat-2 aux caractéristiques proches est placé en orbite.

## Caractéristiques techniques
DubaiSat-1 est un satellite artificiel d'environ 200 kg (avec les ergols) de forme cylindrique (avec une section hexagonale) haut de 1,35 mètre pour un diamètre de 1,2 mètre. Trois panneaux solaires fixés au sommet du cylindre et déployés en orbite fournissent 330 watts après cinq ans de fonctionnement. Le satellite est stabilisé 3 axes. Le contrôle d'orientation est pris en charge par quatre roues de réaction, des magnéto-coupleurs. L'orientation du satellite est déterminée par des capteurs solaires et des viseurs d'étoiles. Les communications se font en bande X pour l'envoi des images avec un débit de 30 mégabits par seconde et en bande S (débit de 9,6 et 38,4 kilobits par seconde pour les télémesures et les commandes. Le satellite est conçu pour une durée de vie minimum de cinq ans.

## Instruments
L'instrument principal est une caméra optique de type pushbroom (en) dotée de filtres panchromatique (420-720 nm), bleu (420-510 nm),  vert (510-580 nm),  rouge (600-720 nm) et proche infrarouge (760-890 nm). La résolution spatiale est de 2,5 mètres en panchromatique et de 5 mètres dans les autres bandes spectrales. La fauchée est de 20 kilomètres. Le télescope a une ouverture de 30 centimètres. L'instrument d'une masse de 38,7 kilogrammes consomme au maximum 52,3 Watts.